# Pro Team Calgary
Pro Team Calgary is een internationale schaatsploeg rondom langebaanschaatser Ted Jan Bloemen. Trainer/coach is Bart Schouten.

## 2025-2026
Het team bestaat uit maximaal 10 schaatsers, zowel sprint als midden- en lange afstandsrijders. De ploeg bestaat vooralsnog uit de volgende langebaanschaatsers:
| Naam               | Specialisatie        | Naam              | Specialisatie           |
| ------------------ | -------------------- | ----------------- | ----------------------- |
| Ted Jan Bloemen    | 5000 en 10.000 meter | Sofja Prosvirnova | 500, 1000 en 1500 meter |
| Viktor Hald Thorup | 5000 en 10.000 meter | Katja Franzen     | 500 en 1000 meter       |
| Cornelius Kersten  | 1000 en 1500 meter   | Ellia Smeding     | 500, 1000 en 1500 meter |
| Ian Frederick      |                      | Oliver Grob       |                         |
| Max Kokko          |                      | Severin Widmer    |                         |